# 荀粲
荀粲（约209年—237年），字奉倩，荀彧幼子。他是當時典型的名士，被后世追捧為早期的玄学家。

## 生平
他生於儒學著稱的荀氏家族，所有的兄弟都以儒術議論，而荀粲獨好言道家，主張《詩》、《書》、《禮》、《易》等經典是聖人們通往大道過程中遺下來的糟粕。
荀粲認為婦人才智不足論，便應以姿色為主要。他娶驃騎將軍曹洪的女兒為妻，後曹氏病死時，好友傅嘏前來拜訪，見荀粲沒有哭可神色憂傷，於是問：「姿色出眾的女子容易遇到，何必如此哀痛？」荀粲對此並不同意，回道：「曹氏雖非傾國，但也非易得之佳人。」一年後，荀粲便因過於哀痛而亡，時年二十九。
他的朋友都是一時俊傑，在其葬禮雖只有十多人來到，但均為當代名士，他們哭的連路人也備受感動。

## 軼聞
- 荀粲與妻子曹氏感情甚篤。曹氏在冬日生病發燒時，荀粲便至中庭卧冰，回來再以自身身體緊貼妻子[6]。
- 傅嘏擅長談論虛勝，荀粲崇尚清談玄遠，每當兩人談話時總會發生爭論，卻又無法相互理解。而冀州刺史裴徽能知曉兩邊之道理，解釋雙方的想法，讓兩人均感釋懷並與對方交善[7][8]。

## 崇拜者
南朝宋时的袁粲（本名愍孫）因崇拜他而改名为粲。